# RKVV Wilhelmina in het seizoen 1959/60
Het seizoen 1959/1960 was het vijfde jaar in het bestaan van de Bossche betaaldvoetbalclub Wilhelmina. De club kwam uit in de Tweede divisie A en eindigde daarin op de zesde plaats.

## Wedstrijdstatistieken

### Tweede divisie A
|       | Baronie | EBOH  | EDO   | Haarlem | LONGA | N.E.C. | ONA   | Roda Sport | UVS   | De Valk | Xerxes |
| ----- | ------- | ----- | ----- | ------- | ----- | ------ | ----- | ---------- | ----- | ------- | ------ |
| Thuis | 1 – 2   | 1 – 0 | 3 – 1 | 3 – 0   | 1 – 1 | 5 – 0  | 3 – 2 | 1 – 0      | 0 – 1 | 3 – 1   | 3 – 0  |
| Uit   | 2 – 2   | 2 – 0 | 3 – 1 | 1 – 0   | 4 – 2 | 1 – 1  | 4 – 2 | 1 – 0      | 0 – 4 | 2 – 1   | 1 – 0  |

## Statistieken Wilhelmina 1959/1960

### Eindstand Wilhelmina in de Nederlandse Tweede divisie A 1959 / 1960
| Stand | Gespeeld | Gewonnen | Gelijk | Verloren | Punten | Doelpunten voor | Doelpunten tegen |
| ----- | -------- | -------- | ------ | -------- | ------ | --------------- | ---------------- |
| 6e    | 22       | 9        | 3      | 10       | 21     | 37              | 29               |

### Topscorers
| Competitie \| # \| Naam \| \| \| ------ \| --------------------- \| -- \| \| 1. \| Theo Borsten \| 12 \| \| 2. \| Martin Kastelijn \| 7 \| \| 2. \| Harry van Overdijk \| 7 \| \| 4. \| Wil Steigerwald \| 4 \| \| 5. \| Leo van der Hoorn \| 2 \| \| 6. \| Nico Gloudemans \| 1 \| \| 6. \| Jo Konings \| 1 \| \| 6. \| Cor Knuvers \| 1 \| \| 6. \| Robbie Meezen \| 1 \| \| 6. \| Frans van der Stappen \| 1 \| \| Totaal \| Totaal \| 37 \| |                       |      |
| # | Naam                  | Goal |
| 1. | Theo Borsten          | 12   |
| 2. | Martin Kastelijn      | 7    |
| 2. | Harry van Overdijk    | 7    |
| 4. | Wil Steigerwald       | 4    |
| 5. | Leo van der Hoorn     | 2    |
| 6. | Nico Gloudemans       | 1    |
| 6. | Jo Konings            | 1    |
| 6. | Cor Knuvers           | 1    |
| 6. | Robbie Meezen         | 1    |
| 6. | Frans van der Stappen | 1    |
| Totaal | Totaal                | 37   |